# Алфред Астон
Алфред Астон (фр. Alfred Aston; Шантији, 16. мај 1912 — 10. фебруар 2003) био је француско фудбалско крило и тренер. Био је део фудбалске репрезентације Француске на Светском првенству у фудбалу 1934. и 1938. године. За своју земљу играо је 31 пут.
Играо је фудбал до 44. године, у Турсу где је био и играч и тренер.
Рођен је од оца Енглеза и мајке Францускиње.